# Matematyka i szachy

Problem skoczka jako przykład związków matematyki i szachów

Matematyka i szachy – mają ze sobą liczne powiązania, jednak istota gry w szachy i jej teoretyczna struktura nie dały się zawrzeć w matematycznych formułach.
Matematyk Henri Poincaré posługiwał się modelem szachów do rozważań  definiujących naturę matematyki. Godfrey Harold Hardy twierdził, że reguły gry w szachy są matematyką, ale matematyką trywialną, nieznaczącą. Według niego gdyby nie wymyślono szachów, myślelibyśmy tak samo jak obecnie, ale twierdzenia Euklidesa i twierdzenie Pitagorasa wpłynęły głęboko na nasze myślenie, także na myślenie niezwiązane z matematyką.
Istnieje szereg zadań geometrycznych-matematycznych na szachownicy jak np.
- problem ośmiu hetmanów
- problem czterech hetmanów
- twierdzenie o szachownicy
- problem skoczka
- wieże Hanoi.

Zastosowanie matematyki w szachach znajduje się też w koncepcji liczb Morphy’ego oraz w legendzie o podwajaniu liczby ziaren na szachownicy.
W analitycznym sposobie myślenia szachisty i matematyka znajduje się wiele analogii, toteż niektórzy skłonni są uznawać szachy za grę matematyczną. 
Wielu matematyków pasjonowało się szachami (np. Bolesław Gleichgewicht).
Wielu wybitnych szachistów odznaczało się zdolnościami matematycznymi (np. Emanuel Lasker, Max Euwe, Michaił Botwinnik).
W niektórych szkołach szachy są wprowadzane jako przedmiot mający poprawić logiczne myślenie i słabe wyniki uczniów w testach matematyczno-przyrodniczych.